# Chinchay
Chinchay (nach Chinchaysuyu, der nördlichen Region des Inka-Reiches Tawantinsuyu) oder Quechua II b (Nebenast des Wampuy) ist die linguistische Bezeichnung nach Alfredo Torero für die nördlichen Varianten der Quechua-Sprachfamilie, nämlich die als Inka oder Kichwa bekannten Mundarten im Norden und Osten (Amazonien) Perus, das Kichwa in Ecuador und das Inga in Kolumbien.

Karte der Dialekte des Quechua
I (Waywash) oder B
II-A (Yunkay)
II-B (Chinchay)
II-C (Südliches Quechua)

Charakteristisch für das Chinchay-Quechua ist, dass der uvulare Plosiv [q] zu einem velaren Plosiv [k] (entsprechend dem deutschen k) geworden ist, auf Grund dessen der Laut [i] niemals wie [e], [u] dagegen niemals wie [o] gesprochen wird. Daher kommt auch die Bezeichnung Kichwa gegenüber Qhichwa oder Qiĉwa in anderen Quechua-Varianten. Wie im Südlichen Quechua, jedoch im Gegensatz zum Yunkay (Quechua II a) ist ursprüngliches retroflexes [ĉ] mit [č] (ch) zusammengefallen.
Weitere phonetische Eigenheiten hat es mit den nordperuanischen Yunkay-Varianten (Cajamarca-Quechua, Inkawasi-Kañaris) gemeinsam: ll wird wie in Argentinien ausgesprochen (j in französisch Journal), mp wie [mb], nt wie [nd] und nk wie [ng]. Die stimmhaften Plosive b, d, g sind jedoch nicht phonemisch und werden deshalb – auch in Angleichung an andere Quechua-Varianten – in der modernen Quechua-Rechtschreibung als p, t, k wiedergegeben. Das ch fällt vor n durch Assimilation in der Aussprache mit dem „ll“ zusammen. Anders als in den südlichen Dialekten hat sich das ursprüngliche „sh“ (wie deutsch: sch) erhalten und hat phonemischen Charakter (z. B. pushak = 'Führer'; pusak = 'acht'). Bei den peruanischen Chinchay-Mundarten ist außerdem wie im Yunkay-Quechua anlautendes [h] verstummt. Auch grammatikalisch überwiegen die Gemeinsamkeiten, so etwa bei der Pluralform des Verbs durch Anhängen von -llapa oder -sapa.
Das Kichwa von Nordperu umfasst das Lamas-Quechua (in San Martín) sowie alle Quechua-Mundarten von Loreto. Desgleichen gehört zum Chinchay das Chachapoyas-Quechua, bei welchem als einziger Variante dieser Gruppe das [ĉ] erhalten geblieben ist.
Das Kichwa in Ecuador und das Inga in Kolumbien gehören zwar auch zum Chinchay-Quechua – so zeigen sie sämtliche beschriebenen phonetischen Eigenschaften –, haben aber eine ganz eigene Sprachentwicklung (Kreolisierung) durchgemacht und halten darum allen anderen Quechua-Varianten gegenüber eine sprachliche Sonderstellung inne.